# Glasmine 43
Glasmine 43 – mina przeciwpiechotna używana przez wojska niemieckie podczas II wojny światowej. W większości mina została zbudowana z elementów szklanych, dzięki czemu nie jest wykrywalna przy pomocy wykrywaczy metalu. Na początku posiadała zapalnik mechaniczny, później zastąpiono go zapalnikiem chemicznym. Zawierała standardowy ładunek wybuchowy Sprengkorper 28 o masie 200 gramów. 
Do dziś w Parku Narodowym Eifel w Niemczech znajdują się olbrzymie pola Glasmine 43. W 1944 i 1945 wyprodukowano 11 milionów sztuk tej miny. Pod koniec wojny ok. 9.7 miliona wciąż było w użyciu.